# Flavia Palmiero
Flavia Adriana Palmiero (Barracas, Buenos Aires, 11 de julio de 1966) es una actriz, cantante y presentadora de programas infantiles argentina.

## Biografía
Nació en San Telmo y vivió toda su infancia en el barrio porteño de Barracas. Su carrera artística se inició en 1983 con la película Evita, quien quiera oír que oiga, encarnando a Eva Perón adolescente, al año siguiente la empresa Terrabusi la convoca para filmar un comercial del recordado alfajor “Ringo”. Posteriormente, en 1985, participó en la telenovela Rossé con Gustavo Garzón, Gustavo Bermúdez y  Linda Cristal. En 1987 actuó en su segunda película, titulada La pandilla aventurera.
La fama le llegó como animadora y cantante entre los años 1986 y 1990, etapa donde cosechó los mayores éxitos de su carrera artística, en especial en los años 1989 y 1990, en esta etapa conduce los exitosos ciclos La Ola Verde (1986 - 1989) emitido por Canal 11 y La Ola está de fiesta emitido por Canal 9 en 1990. Y en ese mismo año el programa es galardonado con el Martín Fierro (producción 1989) como mejor programa infantil. En 1991 conducirá el ciclo Flavia está de Fiesta programa que no logra repetir el éxito de los años anteriores.
En 1992 deja la conducción de los ciclos infantiles, para volver a la actuación, protagonizando la primera comedia musical en televisión, bajo el nombre de Flavia, corazón de tiza, la misma es uno de los éxitos del año, promediando un índice de audiencia de 22 puntos, a la vez, lanza su sexto disco Flavia, corazón de tiza convirtiéndose en un éxito también, ya que el mismo en menos de una semana supera las 250.000 copias, convirtiéndose en doble disco de platino, y en el disco más vendido de ese año, siendo premiado con el premio Prensario 1992, en el rubro música, y es también nominado a los premios de la asociación de cronistas del espectáculo (ACE) como mejor álbum infantil, y también a la vez filma dos comerciales, uno con su línea de merchandising, y el otro de la empresa Neuss, de una gaseosa de naranja con el mismo nombre. A finales de 1992 fue tentada por la producción del programa nubeluz para ser una dalina, pero canal 9 no le permitió ir ya que aún se encontraba filmando la telenovela 
En 1993 vuelve a la pantalla por partida doble: Primero como actriz, protagonizando una recreación de la recordada comedia de los años 1970 "Me llaman gorrión" bajo el nombre de “Maria Sol” y después conduce por primera vez un programa para adolescentes titulado" Alpiste perdiste, con Flavia ganaste", y en simultáneo lanza su séptimo disco llamado Late corazón. A diferencia del año anterior (1992) ambos trabajos no lograron repetir el éxito de" Flavia, corazón de tiza". Luego de tres años en ausencia vuelve a la televisión con la comedia musical Mamá x 2, con Fernando Lupiz, pero lamentablemente la tira no obtuvo el éxito que se esperó, por lo que es levantada del aire. Y su octavo disco Mamá x 2 (Que fue lanzado en simultáneo con la comedia) es sacado del mercado.
Posteriormente en 1999 vuelve con un programa para adolescentes, con formato de un talk show, titulado "Qué sé yo?" en america.En el 2002 hace dos participaciones en las tiras "Son amores" y "Maridos a domicilio".
En 2003 conduce por Canal 9 el programa de interés general Flavia, donde vuelve a trabajar junto al locutor Leonardo Greco, quien fuera la voz del muñeco Pelín en La Ola está de fiesta.
Durante 2006, tuvo una breve aparición como actriz invitada en la exitosa comedia Sos mi vida, interpretando a la secretaria "Jorgelina".
En 2007 participó en el programa de Marcelo Tinelli Bailando por un sueño.
En 2008 vuelve a conducir su propio programa, Sin escala junto a Nara Ferragut y Jowi Campobassi.
De nuevo participa del programa de Marcelo Tinelli, llamado El musical de tus sueños (2009).
En diciembre de 2010, firmó contrato con Sony Music para regresar en 2011 con La Ola Verde, el proyecto incluye nuevo disco, temporada teatral, merchandising, juegos en línea, programa de televisión.
En abril de 2012 incursionó por primera vez en radio. Desembarcó en la FM Vale 97.5 para hacer el programa Vale Flavia. El ciclo se emite de lunes a viernes entre las 13 y las 17 horas y la acompaña Gabriela Romero, una de las mejores locutoras del personal de la radio. Y ese mismo año conduce en A24, un programa especializado en política llamado Políticos al asador.

## Vida personal
Estuvo casada con el empresario textil Marco Batellini entre 1987 y 1996. Tienen dos hijos: Giuliana, nacida en 1989, y Gianmarco, nacido en 1994.

## Filmografía

### Cine
- Evita, quien quiera oír que oiga (1984)
- La pandilla aventurera (1987)
- Inseparables (2016)
- La Gallina Turuleca (2022)

### Televisión
señor televisor (1985)
- Rosse (1985)
- La Ola Verde (1986 - 1989)
- La Ola está de fiesta (1990)
- Flavia está de Fiesta (1991)
- Flavia, corazón de tiza (1992)
- Alpiste perdiste con Flavia ganaste (1993)
- María Sol (1993)
- Mamá x 2 (1996 - 1997)
- Qué sé yo (1999)
- Maridos a domicilio (2000)
- Son amores (2002)
- Flavia (2003)
- Sos mi vida (2006)
- Bailando por un sueño (2007)
- Sin escala (2008)
- El musical de tus sueños (2009)
- Políticos al asador (2012)
- Cuéntame cómo pasó (2017)
- Pasapalabra (participante y conductora de reemplazo) (2019)
- MasterChef Celebrity Argentina (2021)
- Madame Requin (2023-2024)

## Teatro
- La Ola Verde * Flavia y Grock en las estrellas (1988)
- La Ola está de Fiesta (1989)
- Flavia y la Ola están de Fiesta (1990)
- Flavia * La fiesta de las vacaciones (1991)
- Alpiste perdiste (1993)
- 50 & 50 / Fifty-Fifty (2005)
- Boeing Boeing (2006)
- Taxi 2 (2008 - 2009)
- Flavia, La Ola Verde (2011)
- Quédate conmigo esta noche (2011)
- Los Bañeros Se Divierten (2014 - 2015)
- Espíritu Infiel (2015 - 2016)
- Mamushka (2019)
- Taitantos (2020)

## Discografía
- La Ola Verde - Flavia y Grock en las estrellas (1988-American Recording)
- La Ola está de Fiesta: Los Lubitos (1989-CBS)
- La Ola está de Fiesta Vol. 2: Flavia y los Pelines (1990-CBS)
- Lo Mejor de La Ola Verde - Flavia y Grock en las estrellas (1990-M&M)
- Flavia y Los Pelines/Los Lubitos: Lo Mejor de La Ola está de Fiesta (1990-CBS)
- Flavia está de Fiesta (1991-EMI)
- Flavia está de Fiesta N.º 2 (1991-EMI)
- Corazón de tiza (1992-RCA)
- “Grandes Éxitos” * Flavia Palmiero (1992-EMI)
- Late Corazón (1993-RCA)
- Mamá x 2 (1996-RCA)
- La Ola Verde (2011-Sony Music)

## Videografía
- Evita, quien quiera oír que oiga (All Video)
- La pandilla aventurera (1990-ASFV)
- Flavia y Grock en Una casa para Grock (1989-Lucian Films S.A.)
- La Ola está de Fiesta (1989-ASFV)
- Flavia y la Ola están de Fiesta (1990-ASFV)
- Flavia * La fiesta de las vacaciones (1991-Gativideo)
- Inseparables (2017-ASFV)

## Radio
- Vale Flavia - Vale 97.5 (2012)